# Stiegenanlagen in Mariahilf
Der 6. Wiener Gemeindebezirk, Mariahilf, weist gemeinsam mit dem 9. Wiener Gemeindebezirk, dem Alsergrund, die steilste Topographie in den Wiener Innenbezirken auf. Um die Niveauunterschiede, die zwischen Wienfluss und Mariahilfer Straße knapp 30 Höhenmeter ausmachen, 
auszugleichen, wurden zahlreiche freiliegende Stiegenanlagen errichtet. Es gab noch weitere Stiegen, die hauptsächlich bei der um 1890 begonnenen Assanierung der flussnahen Teile des 6. Bezirks (insbesondere des Magdalenengrundes) beseitigt wurden, etwa die volkstümlich so genannte Bettlerstiege, an deren Stelle heute ein Teil der Königsklostergasse verläuft.
| Foto |                 | Baujahr | Name                                                   | Standort                    | Beschreibung | Metadaten                                                |
| ---- | --------------- | ------- | ------------------------------------------------------ | --------------------------- | --- | -------------------------------------------------------- |
| ja   | Datei hochladen | 1862    | Amonstiege                                             | Standort                    | Die Stiege verbindet die Stiegengasse mit der Windmühlgasse. Dort befindet sich der untere Eingang zum Raimundhof, einem Durchhaus zur Mariahilfer Straße 45 mit hofseitigen Stiegen. | P84(Architekt): P131(Ort):Wien Region-ISO:AT-9           |
| ja   | Datei hochladen |         | Corneliusstiege                                        | Standort                    | Die Stiege in ihrer heutigen Form wurde 1957 fertiggestellt und verbindet die Corneliusgasse mit der Gumpendorfer Straße. Am oberen Ende befindet sich die Kunststein-Stele „Reine Form“ von Josef Seebacher. | P84(Architekt): P131(Ort):                               |
| ja   | Datei hochladen | 1907    | Fillgraderstiege HERIS-ID: 14302 Objekt-ID: 10534      | Standort                    | Die Jugendstil-Stiegenanlage verbindet die Fillgradergasse mit der Theobaldgasse und wurde nach Entwürfen von Max Hegele errichtet. | P84(Architekt):Max Hegele P131(Ort):Wien Region-ISO:AT-9 |
| ja   | Datei hochladen | 1906    | Ilse-Pisk-Stiege                                       | Standort                    | Die Stiege verbindet die Capistrangasse mit der Fillgradergasse. Sie wurde 2015 im Rahmen des Street-Art-Festivals Calle Libre mit Wandmalereien versehen. Umgangssprachlich Capistranstiege (nach der Gasse, deren Fortsetzung sie darstellt). Wurde 2021 offiziell Ilse-Pisk-Stiege benannt.                      | P84(Architekt): P131(Ort):Wien Region-ISO:AT-9           |
| ja   | Datei hochladen |         | Rahlstiege HERIS-ID: 13368 Objekt-ID: 9547             | Mariahilfer Straße Standort | Die Stiege in ihrer heutigen Form wurde 1870 fertiggestellt. (An dieser Stelle existierte aber bereits im 18. Jahrhundert ein Vorläufer.) Sie verbindet die Rahlgasse mit der höher gelegenen Mariahilfer Straße. Am oberen Ende der Treppe befindet sich der von Anton Paul Wagner gestaltete Gänsemädchenbrunnen. | P84(Architekt): P131(Ort):Wien Region-ISO:AT-9           |
| ja   | Datei hochladen |         | Viktor-Matejka-Stiege HERIS-ID: 14301 Objekt-ID: 10533 | Kaunitzgasse Standort       | Die Stiege verbindet die Kaunitzgasse mit der Eggerthgasse und der Luftbadgasse. Sie hieß ursprünglich Eggerthstiege und wurde 1998 nach Viktor Matejka benannt. | P84(Architekt): P131(Ort):Wien Region-ISO:AT-9           |

Die Fillgraderstiege, die Viktor-Matejka-Stiege und die Rahlstiege sowie der Gänsemädchenbrunnen bei der Rahlstiege stehen heute unter Denkmalschutz.